# Малиновка (Старосельский сельсовет)
Малиновка (бел. Малінаўка) — посёлок в Старосельском сельсовете Рогачёвского района Гомельской области Беларуси.
На севере граничит с лесом.

## География

### Расположение
В 15 км на север от районного центра и железнодорожной станции Рогачёв (на линии Могилёв — Жлобин), 136 км от Гомеля.

### Гидрография
На реке Добрица (приток реки Днепр).

## Транспортная сеть
Транспортные связи по просёлочной, затем автомобильной дороге Старое Село — Рогачёв. Застройка деревянная, усадебного типа.

## История
Основан в начале 1920-х годов переселенцами из соседних деревень на бывших помещичьих землях. В 1931 году жители вступили в колхоз. Во время Великой Отечественной войны в 1943 году каратели сожгли 45 дворов. Согласно переписи 1959 года в составе подсобного хозяйства районного объединения «Сельхозхимия» (центр — деревня Станьков).

## Население

### Численность
- 1999 год — 3 хозяйства, 4 жителя.

### Динамика
- 1940 год — 65 дворов, 248 жителей.
- 1959 год — 53 жителя (согласно переписи).
- 1999 год — 3 хозяйства, 4 жителя.